# Климов, Виталий Викторович
Вита́лий Ви́кторович Кли́мов (род. 4 сентября 1966, Киев) — украинский музыкальный продюсер и клипмейкер. Известен благодаря сотрудничеству с группами «Табула Раса», «Океан Эльзы», певицей Алёной Винницкой.
Помимо работы с артистами занимается продюсированием видео- и кинопродукции, режиссурой музыкальных клипов. Работал редактором, журналистом, ведущим и продюсером на украинских телевизионных каналах, редактором и журналистом в украинских печатных СМИ. Был одним из участников известной в конце 1980-х-начале 1990-х украинской рок-группы «Банита Байда».
Член наблюдательного совета Общественной организации «Украинское агентство по авторским и смежным правам» (ОО «УААСП»).

## Биография

### Юность, первые музыкальные опыты
Родился 4 сентября 1966 года в Киеве. Изначально планировал быть футболистом — играл в детских киевских ДЮСШ «Темп», «Большевик» и «Арсенал». В силу семейных традиций принял решение заняться журналистикой. Окончил факультет журналистики Киевского государственного университета им. Т. Шевченко (Киевский национальный университет им. Т. Шевченко). С 1988 года вплоть до середины 1990-х работал на украинских телеканалах, писал для газет «Молода Гвардія», «Комсомольское Знамя», журнала «Ранок», был редактором музыкальной рубрики «Теленеделя».
Параллельно с учёбой на первых курсах университета вместе с однокурсником и большим другом Игорем Кулясом (впоследствии ставшим медиаэкспертом и специалистом по настраиванию информационных служб на телевидении и радио), а также товарищем Игоря Тарасом Бойко (сын Владимира Ивановича Бойко, ведущего солиста хора им. Верёвки) основал любительскую группу «Трое». Участники коллектива сочиняли песни на собственные тексты, а также использовали поэзию имажиниста Вадима Шершеневича.
Во время прохождения срочной службы в армии продолжил заниматься музыкой в составе армейского ВИА в качестве вокалиста и гитариста. Был обвинён Особым отделом корпуса в участии в пропаганде «буржуазно-философских идей» (основанием служила «самиздатная» газета «Вечерний Вермонт», пародировавшая стандарты верстки и штампы «советской журналистики», которая выпускалась до армии группой однокурсников, а также доносы армейских сослуживцев о беседах, посвящённых идеям и произведениям Сартра, Камю, Ницше и Хайдеггера). Дело было закрыто благодаря личному участию начальника Особого отдела, видимо, чувствовавшего «дыхание перестройки».
После возвращения из армии по приглашению Тараса Бойко примкнул к рок-группе «Банита Байда». Группа была одним из наиболее видных представителей новой украинской рок-музыки, победителем фестиваля «Вивих-90», украинская диаспора постоянно приглашала коллектив на концерты.
При этом продолжал делать карьеру журналиста, не задумываясь ни о том, чтобы стать профессиональным музыкантом, ни о том, чтобы развиваться в качестве музыкального продюсера:

…Я уже работал на полставки на телевидении (причем в редакции научно-популярных программ), абсолютно не задумываясь о музыкальной карьере. Всё происходящее больше воспринималось, как некий прикол. А о продюсировании в то время вообще никто ничего не слышал. Но поскольку я в связи с работой был «интегрирован» в медиа-структуры, мне пришлось взвалить
крест менеджера на себя. […] Это было несложно: я находился «внутри» Украинского государственного телевидения, там же располагалось Украинское государственное радио. Никаких других радио- и телеканалов в те времена не существовало.— Виталий Климов
В начале 1990-х Климов увлёкся видеопроизводством, уйдя с государственного телевидения участвовал в создании одного из первых независимых киевских телеканалов «Мегапол», и параллельно вместе с друзьями создал продакшн-хаус Master Video.
В 1996 году комментировал вместе с тренером по боксу Михаилом Завьяловым международные боксёрские поединки с участием украинских спортсменов на канале УТ-1.

### Фестиваль «Чорна рада»; хит-парад «Топ-Гарт»
Во время работы над телевизионным сюжетом Виталий Климов познакомился с учёным, бизнесменом и меценатом Владимиром Симоновым.

У Владимира было (да, наверное, и сейчас есть) то, что я называю инновационным мышлением. […] Симонов с удовольствием помог нашей группе деньгами для записи […], а потом ещё и увлёкся идеей проведения фестиваля свободной музыки «Чорна Рада».— Виталий Климов
На сцене фестиваля выступали значимые музыкальные исполнители и коллективы разных жанров со всего СССР (Валентина Пономарёва, «Апрельский Марш», «Ночной проспект», «Коллежский асессор», «Сверчковое Число» Архивная копия от 2 июня 2015 на Wayback Machine, «Иванов Даун», «Биокорд», «Эрджаз», «Годзадва», «Чужой»). Одним из приглашённых гостей был российский музыкальный критик Артемий Троицкий.
В 1990 году коллегам Виталия Климова по Украинскому государственному телевидению — Александру Ткаченко (также однокурснику по факультету журналистики, впоследствии ставшему генеральным директором телеканала «1+1»), Василию Яцуре (впоследствии организатор ежегодной телеярмарки), Владимиру Нечипоруку (позднее организатор ежегодных недель моды на Украине) и Ольге Кислой (впоследствии сотрудник телеканала СТБ) — пришла идея основать первый в УССР национальный телевизионный хит-парад, включающий в себя все жанры современного мейнстрима. Виталий Климов вошёл в состав команды, делавшей этот проект.
Хит-парад назывался «Топ-Гарт» Архивная копия от 30 июня 2015 на Wayback Machine и выходил в качестве приложения к телепередаче «Гарт», долгие годы транслировавшейся на УТ. Благодаря хит-параду, в эфире национального телевидения впервые появились донецкая рок-группа «Дикий мёд», харьковский коллектив «Разные люди», киевская группа Jolly Jail Архивная копия от 5 марта 2016 на Wayback Machine, вокалистом которой был Алексей Поддубный, через несколько лет возглавивший популярную команду «Джанго». По словам Климова, «Топ-Гарт» окончательно убедил его в том, что на Украине можно «продвигать» актуальную музыку.
В период работы над «Топ-Гартом» Климов познакомился с Ростиславом Штынём, который был одним из первых украинских деятелей шоу-бизнеса. Фестиваль «Пісенний Вернісаж-92. Нова українська хвиля», проводившийся компанией Штыня «Ростислав-шоу», натолкнул Климова на мысли о том, что он, Виталий, возможно, со временем займётся чем-то подобным системно.

### Группа «Табула Раса»
В 1993 году к Виталию Климову обратился солист группы «Табула Раса» Олег Лапоногов с просьбой снять клип на его новую песню "Шейк «Шей Шей» Архивная копия от 26 марта 2016 на Wayback Machine. После некоторых размышлений Виталий, а также его коллеги, задействованные в съёмках видеоклипов, решили осуществить с группой более глобальный проект. Именно сотрудничеству с группой «Табула Раса» Виталий обязан тем, что «официально» стал называться продюсером.

…На дворе стояли 90-е годы, нужно было как-то зарабатывать деньги. Зачем без какой-то видимой перспективы заработка снимать бесплатное видео даже на очень хорошую песню?

Мы задумались над тем, какую выгоду можно извлечь из сотрудничества с группой «Табула Раса». В итоге коллеги по видеопродакшну решили, что в вопросах заработка я разбираюсь лучше, чем они, и предложили мне самому поразмышлять обо всём этом. Условно говоря, я стал продюсером поневоле во время съёмок видео на песню "Шейк «Шей Шей» […]. Уже потом, со временем, когда мы услышали, что, дескать «кто-то является продюсером кого-то», то решили, что именно так можно обозначить мою «должность».— Виталий Климов
Виталий Климов продюсировал группу «Табула Раса» с 1993 по 1998 годы. В этот период коллектив вышел из андеграунда и превратился во всенародно любимую группу. При содействии Виталия было налажено сотрудничество с крупными международными и национальными брендами (Camel, Lion (Nestle), Смак), которые спонсировали команду во время проведения туров. В активах «Табула Раса» появилось несколько видеоклипов, регулярно транслировавшихся по центральным телеканалам страны. Под руководством Климова были записаны и изданы альбомы «Radiodonor» (компания Western Thunder), «Сказка про май», «Бетельгейзе» (компания Nova Records).

### Группа «Океан Ельзи»
Ещё не прекратив сотрудничества с «Табулой Расой», в 1997 году Виталий Климов взялся за «раскрутку» «Океана Ельзи» — молодого коллектива из Львова. Идея сотрудничества с новой группой исходила от одного из маркетологов торговой марки «Смак» (соки) Андрея Авраменко, входившей в большой холдинг Анатолия Юркевича «Банкомсвязь». Авраменко вдохновили успехи Климова в работе с командой Олега Лапоногова. Именно холдинг Юркевича стал инвестором нового музыкального проекта:

…Какие-то знакомые предложили мне: слушай, мол, «Табула Раса» хорошо идёт — давай, ещё одну рок-группу «раскрутим»! Я засомневался: надо ведь какие-то деньги для этого найти, говорю. Мне отвечают: давай, найдём группу — а деньги есть.
Я начал вспоминать все коллективы, которые были у меня на примете. После успехов с «Табулой» мне постоянно слали какие-то демки. Вспомнилась группа «Океан Ельзи» — тем более, что у меня остались хорошие воспоминания об их выступлении на разогреве у «Табулы». […]
Я ещё раз вытащил из запасников их старую кассету «Будинок зі скла», переслушал. Подумал: ничего, мол, звучит. […]
Передал я фонограмму инвесторам для прослушивания, пришёл к ним на личную встречу. Они мне и говорят: мы, дескать, эту Вашу запись вообще не поняли. Но, с другой стороны, отдаём себе отчёт в том, что мы в вопросах современной музыки полные профаны. Поэтому готовы довериться Вашему вкусу, профессионализму и т. п.— Виталий Климов
Благодаря наличию инвестиций группа «Океан Ельзи» смогла переехать в Киев. За восемь месяцев пребывания в столице команде удалось выйти на уровень серьёзных концертных гонораров. В течение полутора лет после начала сотрудничества с Климовым «Океан Ельзи», благодаря поддержке компании Nova Records, её идеолога Валерия Тверского и российской компании Real Records (при личном активном участии Алёны Михайловой и Михаила Козырева). Под руководством Климова группа записала и выпустила альбомы «Там, де нас нема» и «Янанебібув», сняла первые профессиональные видеоклипы, получившие активную ротацию на украинском и российском телевидении. При содействии Виталия были организованы широко освещаемые украинскими СМИ выступления группы в клубах Парижа (MCM Cafe) и Лондона (The London Astoria) — там же Климов снял клип «Той День» как режиссёр. Также был снят и показан по телевидению концерт-презентация альбома «Янанебібув» Архивная копия от 16 марта 2016 на Wayback Machine, который до сих пор признаётся фан-сообществом «Океана Ельзи» в качестве одного из лучших концертных видео группы.
Специально для «раскрутки» «Океана Ельзи» было создано PR-агентство PromoOcean, главными сотрудниками которого были Виталий Бардецкий (в прошлом — пресс-атташе агентства «Ростислав-шоу», главный редактор журнала «Новый Рок-н-ролл», впоследствии концертный букер, один из основателей и арт-директор ныне закрытого киевского клуба «Хlіб») и Юрий Никитинский (впоследствии детский писатель и сценарист). В дальнейшем агентство участвовало в «раскрутке» украинской популярной группы «Ла-Манш», трек которой, как и треки «Океана Ельзи» есть в саундтреке фильма «Брат-2». Это же агентство занималось и промо всего каталога артистов Nova Records.

### Алёна Винницкая
В 2003 году Виталий вывел на украинский музыкальный рынок певицу и автора песен Алёну Винницкую, ранее известную широкой публике по участию в составе поп-группы ВИА Гра. Работа с Винницкой продолжалась два года. При участии Климова был записан дебютный альбом «Рассвет», снято несколько видеоклипов. Был подписан контракт на альбом с лицензиаром Universal Records — компанией Ukrainian Records. Исполнительнице успешно удалось избавиться от имиджа поп-вокалистки и запомниться публике в новом амплуа рок-дивы.
По словам Виталия Климова, именно рок-музыка была тем материалом, с которым Винницкая изначально хотела выступать перед аудиторией. Поэтому проблем в процессе переработки имиджа не возникло.

…Обществом Алёна Винницкая воспринималась как выходец из попсового коллектива. На самом деле она с ранней юности была девушкой, которая любила рок-музыку и тусовалась с рок-музыкантами. […] Понято, что Алёна — женщина, и ничто женское ей не чуждо. Но ВИА «Гра» — скорее, случайность в её творческой биографии, нежели закономерность.

Поэтому дебютный альбом Алёны «Рассвет» было делать очень легко. Нам не нужно было что-то придумывать — мы все вместе делали то, что Винницкой и так хотелось делать. […] Мы сознательно «ваяли» некое подобие скандинавского женского рока а-ля The Cardigans — на тот момент для Украины это было чем-то новым.— Виталий Климов

### Другие проекты
За свою продюсерскую карьеру Виталий Климов работал более чем с десятком музыкальных групп и солистов. Группа «Эликсир» стала первым украинским коллективом, который осуществил сведение своих песен в легендарной лондонской студии Abbey Road. На Украине одно время любимцев радиостанций был коллектив Gouache, фактически созданный при участии Климова
Некоторое время параллельно с «Океаном Ельзи» Виталий Климов продюсировал группу «Ла-Манш». Коллектив, за судьбу которого Климов, по собственному признанию, переживает до сих пор, вынужден был прекратить существование из-за недостатка финансирования. Однако, благодаря этой группе начался киевский этап карьеры известного украинского саунд-продюсера Виталия Телезина:
Музыкальный продюсер «Ла-Манш» Дмитрий Ципердюк убедил меня в том, что ему очень нужен Виталий для совместной работы. Мы включили приезд Телезина в Киев в смету проекта. Виталий попал на глаза управляющему студией, саунд-продюсеру Евгению Ступке, тот предложил ему задержаться в столице «на подольше».
Одной из самых неожиданных подопечных Климова была Народная артистка Украины Наталья Вячеславовна Сумская, которой Виталий занимался, параллельно работая с группой «Табула Раса».

Помню, я регулярно приходил к Сумской по вопросам сотрудничества в театр им. Ивана Франко с банданой на голове и ловил на себе удивлённые взгляды её коллег — в том числе покойного Богдана Ступки. Все они, прямо говоря, офигевали от появления подобного персонажа в буфете театра. Это, конечно, было очень смешно. Я уже молчу о том, как смотрели на меня разного рода уважаемые пузатые чиновники, с которыми мы сталкивались, выступая на городских мероприятиях… Знают, что я продюсер, ничего мне сделать не могут, но по глазам видно: хотят послать, куда подальше. Врать не буду: я получал от всего этого удовольствие!— Виталий Климов
Благодаря работе над ремиксом Алёны Винницкой «Измученное Сердце Gorchitza RMX» состоялся переезд из Николаева в Киев Алексея Лаптева (Gorchitza Live Project): на его работу обратил внимание Евгений Ступка и пригласил в свою студию.
Виталий Климов продолжает эпизодически сотрудничать с некоторыми из своих бывших подопечных в качестве продюсера, помогая им осуществлять реализацию конкретных проектов. В 2011 году Виталий содействовал промо сольного проекта Святослава Вакарчука «Брюссель», в 2013-м — альбома и тура «Океана Ельзи» «Земля», в 2014-м — юбилейного тура «Океана Ельзи».
В 2013-15 годах выступил в качестве советника Святослава Вакарчука на талант-шоу «Голос країни-3,4,5».
В 2013 году помог осуществить запись и продвижение сингла «Кругом вода» группы «Табула Раса». Примечательно, что к записи одной из рабочих версий композиции в качестве саунд-продюсера был привлечён экс-гитарист «Океана Ельзи» Пётр Чернявский.
В 2016 году занимался продвижением альбома «#неубивай» Сергея Бабкина и сингла «Не Моя» группы Kozak System.
В 2016—2017 помогал группе Fontaliza (синглы «Відчувай» та «Не Сплю»).
С сентября 2017 года продюсирует проект LETAY харьковского музыканта Ильи Резникова.
Председатель украинского жюри песенного конкурса Евровидение 2018 года.

## Музыкальное продюсирование

### Климов о музыкальном продюсировании
Невзирая на репутацию музыкального продюсера, Виталий Климов таковым себя не считает. Он утверждает, что, согласно терминологии, принятой в странах, где шоу-бизнес хорошо развит, является менеджером, а не продюсером.

…На пост-советском пространстве исходная терминология шоу-бизнеса изуродована. На Западе продюсером называют того человека, который отвечает исключительно за творческий процесс производства музыки: синглов, альбомов и т. п. Специалистов же, которые выполняет функцию, аналогичную моей — контролируют процесс работы артиста в целом — называют менеджерами.— Виталий Климов
Менеджер, по словам Климова, может выполнять функции продюсера только в том случае, если обладает соответствующими знаниями в области производства музыкальных композиций и фонограмм.

Я таким не занимался. Я участвовал в сведении альбомов, но считаю, что мой уровень знаний в данной сфере не позволяет мне с должной степенью ответственности называться продюсером в западном смысле этого термина.— Виталий Климов
Согласно утверждению Климова, сотрудничество с музыкальным артистом может состояться лишь тогда, когда артист в достаточной степени талантлив. Платежеспособность музыканта не является определяющим фактором для принятия решения о совместной работе.

…В моей практике бывали случаи, когда я отговаривал артистов — даже довольно талантливых — от того, чтобы заниматься шоу-бизнесом. Люди сгоряча готовы были продавать квартиры и брать кредиты для того, чтобы продвинуть собственное творчество. Я искренне просил их: пожалуйста, не делайте этого. Гарантий-то я вам никаких дать не могу. Нельзя ведь наобещать человеку с три короба — и в случае неудачи переломать ему всю судьбу.— Виталий Климов

### Лучший музыкальный продюсер 1999 и 2000 годов
В 1999 и 2000 гг., согласно рейтингу «ПРОФИ», был признан лучшим музыкальным продюсером на Украине, опередив многих своих знаменитых коллег, включая Игоря Лихуту (продюсер певицы Таисии Повалий, 2-е место в рейтинге 2000 г.), Юрия Никитина (основатель продюсерской компании Mamamusic Архивная копия от 28 октября 2017 на Wayback Machine, сотрудничающей с певицей Ириной Билык, певцом и шоу-меном Андреем Данилко (Верка Сердючка) и др., 4-е место в рейтинге 2000 г.), Константина Меладзе (продюсер певца Валерия Меладзе и группы «ВИА Гра», 6-е место в рейтинге 2000 г.).
Рейтинг «ПРОФИ» проводился компанией «Еврошоу», которая на момент 2000 года была единственным профессиональным букинг-агентством, а также наиболее крупным тур-оператором на территории Украины.
Согласно результатам рейтинга 2000 г., группа «Океан Ельзи», делами которой на тот момент заведовал Климов, заняла 2-е место в номинации «Рок-группа» (1-е место — группа «Вопли Видоплясова»), 2-е место в номинации «Поп-группа» (1-е место — группа «Скрябин»), 3-е место в номинации «Рок-концерт» (1-е место — группа «Вопли Видоплясова», 2-е место — группа «Green Grey»). Второй и наиболее свежий для того времени альбом группы «Океан Ельзи» «Янанебібув» занял в рейтинге «Рок-альбом» 2-е место (1-е место — альбом «Хвилі Амура» группы «Вопли Видоплясова»). В первую десятку той же номинации вошёл выпущенный в 1998 году дебютный диск «Там, де нас нема» этого же коллектива (8-е место).

### Подопечные Виталия Климова
В разные периоды своей карьеры Виталий Климов сотрудничал в качестве продюсера со следующими коллективами и артистами:
- Биокорд
- Наталья Сумская[7]
- Оксана Билозир
- Табула Раса
- Нічлава Блюз
- Варрава
- Александр Никоряк
- Океан Ельзи
- Ла-Манш[8]
- Алёна Винницкая[9]
- Эликсир
- Макет
- Лия Громова
- 4Kings
- Unformal (Азербайджан)
- Мурени
- Gouache

## Видеопроизводство

### Климов о видеопроизводстве
В начале 1990-х Виталий Климов выступил в роли соучредителя Master Video — первой на Украине независимой клипмейкерской компании. Помимо музыкальных видео, компания занималась съёмкой концертных фильмов, их популяризацией на телевизионных каналах Украины, а также снимала телевизионную рекламу и промофильмы.
В середине 1990-х Климов вышел из состава Master Video, не прекращая активно заниматься видеопроизводством. На момент 2015 года является руководителем продакшн-компанией «Укрфильмтрест».
По словам Виталия Климова, изготовление видеопродукции составляет для него гораздо более существенную часть жизни, нежели работа с артистами в качестве продюсера.

Продюсирование стало кусочком моей жизни — но ни в коем случае не её генеральной составляющей. Главным для меня было и остаётся видео […] Видеопроизводство — своеобразный завод. Зачем кому-то нужно знать имя директора завода? Он не является публичным лицом. Что же касается известных музыкальных групп, то люди всегда интересуются тем, кто, собственно, ими «рулит» […] Тот же факт, что продюсирование является для этого человека, скорее, хобби, нежели главным делом жизни, мало кого заботит. В конце концов, сам продюсер на эту тему не распространяется.— Виталий Климов

### Видеоклипы
В качестве продюсера Виталий Климов снял порядка шести десятков музыкальных клипов как для своих подопечных, так и для других артистов эстрады. На съёмках некоторых видеоклипов Климов выступил также в роли режиссёра.
| Исполнитель                     | Название                                                                                  | Режиссёр                                                              | Оператор                                                                    |
| ------------------------------- | ----------------------------------------------------------------------------------------- | --------------------------------------------------------------------- | --------------------------------------------------------------------------- |
| 4Kings                          | Имена                                                                                     | Виталий Климов                                                        | Игорь Щербаков                                                              |
| 5’nizza                         | Самолёт Архивная копия от 7 апреля 2017 на Wayback Machine                                | Максим Ксёнда                                                         | Владимир Шкляревский                                                        |
| DVS                             | Crash Landing                                                                             | Александр и Игорь Стеколенко                                          | Юрий Барсук Архивная копия от 1 апреля 2022 на Wayback Machine              |
| Gouache                         | Love Song Архивная копия от 30 марта 2021 на Wayback Machine                              | Александр и Игорь Стеколенко                                          | Ярослав Пилунский                                                           |
| Gouache                         | Words                                                                                     | Александр и Игорь Стеколенко                                          | Алексей Цвелодуб                                                            |
| Gouache                         | Feel It Архивная копия от 4 ноября 2015 на Wayback Machine                                | Евгений Тимохин                                                       | Ярослав Пилунский                                                           |
| Gouache                         | C’est La Vie                                                                              | Виктор Придувалов                                                     | Владимир Шкляревский                                                        |
| Gouache                         | Simple Me                                                                                 | Алан Бадоев                                                           | Ярослав Пилунский                                                           |
| Gouache                         | 7 Секунд                                                                                  | Виталий Климов                                                        | Дмитрий Перетрутов Архивная копия от 19 февраля 2020 на Wayback Machine     |
| Gouache                         | Тільки Любов Зупинить Час Архивная копия от 25 января 2014 на Wayback Machine             | Максим Ксёнда                                                         | Виген Вартанов                                                              |
| Gouache                         | Глубоководные                                                                             | Виктор Придувалов                                                     | Денис Лущик                                                                 |
| Kira Mazur                      | Я Би Архивная копия от 19 декабря 2017 на Wayback Machine                                 | Максим Ксьонда                                                        | Олена Чеховська                                                             |
| Kozak System                    | Не моя (official lyric video) Архивная копия от 7 апреля 2017 на Wayback Machine          | Виктор Придувалов                                                     | Евгений Креденцер                                                           |
| Kozak System                    | Така, Як Літо (official lyric video) Архивная копия от 17 декабря 2021 на Wayback Machine | Виталий Климов                                                        | Андрей Евстратенко                                                          |
| Lama                            | Дим Архивная копия от 20 сентября 2019 на Wayback Machine                                 |                                                                       |                                                                             |
| Lama                            | З Тим, Кого Любила Архивная копия от 6 ноября 2015 на Wayback Machine                     | Александр и Игорь Стеколенко                                          | Юрий Барсук                                                                 |
| Lama                            | Світло І Тінь Архивная копия от 22 марта 2015 на Wayback Machine                          | Евгений Тимохин                                                       | Юрий Барсук                                                                 |
| Leona (Леона Войналович)        | Аргументы Архивная копия от 31 октября 2015 на Wayback Machine                            | Александр Игудин Архивная копия от 17 августа 2012 на Wayback Machine | Арсен Маклозян                                                              |
| Maxima (Юля Донченко)           | У Раю Архивная копия от 1 ноября 2019 на Wayback Machine                                  | Катя Царик Архивная копия от 31 марта 2016 на Wayback Machine         | Юрий Король                                                                 |
| Maxima (Юля Донченко)           | Золота Й Небесна Жінка                                                                    | Александр и Игорь Стеколенко                                          | Ярослав Пилунский                                                           |
| Stereolizza                     | Невидимки                                                                                 | Виталий Климов                                                        | Игорь Щербаков                                                              |
| Александр Пономарёв и Ани Лорак | 100 Kisses                                                                                | Александр и Игорь Стеколенко                                          | Юрий Барсук                                                                 |
| Алёна Винницкая                 | Давай Забудем Всё Архивная копия от 30 ноября 2016 на Wayback Machine                     | Виктор Придувалов                                                     | Ярослав Пилунский                                                           |
| Алёна Винницкая                 | Рассвет Архивная копия от 30 ноября 2016 на Wayback Machine                               | Виктор Вилкс                                                          | Павел Владимирский Архивная копия от 14 февраля 2017 на Wayback Machine     |
| Алёна Винницкая                 | Измученное Сердце Архивная копия от 15 января 2020 на Wayback Machine                     | Александр и Игорь Стеколенко                                          | Ярослав Пилунский                                                           |
| Алёна Винницкая                 | 007 Архивная копия от 16 мая 2015 на Wayback Machine                                      | Александр Игудин                                                      | Арсен Маклозян                                                              |
| Аля Березюк                     | Відчути Архивная копия от 24 февраля 2018 на Wayback Machine                              | Любомир Левицкий                                                      | Алексей Хорошко                                                             |
| Ани Лорак                       | Я Вернусь Архивная копия от 14 февраля 2016 на Wayback Machine                            | Виталий Климов                                                        | Василий Сикачинский                                                         |
| Аурика Ротару                   | Я Не Могу Без Тебя                                                                        | Джу Боа Шуа (Виталий Докаленко)                                       | Василий Сикачинский                                                         |
| Аурика Ротару                   | Письмо Архивная копия от 10 июля 2019 на Wayback Machine                                  | Виталий Климов                                                        | Василий Сикачинский                                                         |
| Аурика Ротару                   | По Любви                                                                                  | Виталий Климов                                                        | Игорь Щербаков                                                              |
| Банита Байда                    | В Пивниці                                                                                 | Елена Зборовская                                                      | Андрей Слободян                                                             |
| Биокорд                         | Агрессия                                                                                  | Виталий Климов, Наталья Долгополова                                   | Андрей Слободян                                                             |
| Гайтана                         | Шахтёр — Чемпион Архивная копия от 27 июня 2016 на Wayback Machine                        | Семён Горов                                                           | Алексей Степанов                                                            |
| Гарик Кричевский                | Дальнобойщик Архивная копия от 15 июля 2017 на Wayback Machine                            | Виталий Климов                                                        | Игорь Щербаков                                                              |
| Громова (Лия Громова)           | В Ночь                                                                                    | Александр Игудин                                                      | Арсен Маклозян                                                              |
| Ирина Билык                     | Так Просто Архивная копия от 30 июля 2013 на Wayback Machine                              | Джу Боа Шуа (Виталий Докаленко)                                       | Игорь Щербаков, Василий Сикачинский                                         |
| Макет                           | Силы Ночи, Силы Дня Архивная копия от 13 августа 2016 на Wayback Machine                  | Виктор Придувалов                                                     | Ярослав Пилунский                                                           |
| Макет                           | Тагана-Хора Гора                                                                          | Виктор Вилкс                                                          | Павел Владимирский                                                          |
| Мартов                          | Грустная Песня                                                                            | Семён Горов                                                           | Алексей Степанов                                                            |
| Мурени                          | Схожа На Осінь                                                                            | Семён Горов                                                           | Алексей Степанов                                                            |
| Мурени                          | Трек 22 Архивная копия от 23 июля 2021 на Wayback Machine                                 | Игорь Стеколенко                                                      | Ярослав Пилунский                                                           |
| Мурени                          | Забути                                                                                    | Виктор Придувалов                                                     | Юрий Барсук                                                                 |
| Океан Ельзи                     | Там Де Нас Нема Архивная копия от 14 февраля 2016 на Wayback Machine                      | Семён Горов                                                           | Алексей Степанов                                                            |
| Океан Ельзи                     | Сосни Архивная копия от 14 марта 2018 на Wayback Machine                                  | Семён Горов                                                           | Игорь Щербаков                                                              |
| Океан Ельзи                     | Відпусти Архивная копия от 17 февраля 2016 на Wayback Machine                             | Андрей Некрасов                                                       | Майкл Гобел, Анатолий Лапшов, Сергей Тартышников                            |
| Океан Ельзи                     | Той День Архивная копия от 21 апреля 2019 на Wayback Machine                              | Виталий Климов                                                        | Игорь Щербаков                                                              |
| Океан Ельзи                     | На Лінії Вогню Архивная копия от 8 июля 2015 на Wayback Machine                           | Семён Горов                                                           | Владимир Шкляревский                                                        |
| Океан Ельзи                     | Стіна. Live Архивная копия от 18 марта 2016 на Wayback Machine                            | Владимир Шкляревский, Виктор Придувалов                               | Владимир Шкляревский                                                        |
| Океан Ельзи                     | Обійми Архивная копия от 13 июня 2016 на Wayback Machine                                  | Говард Гринхолл                                                       | Энди Хорнер Архивная копия от 1 ноября 2015 на Wayback Machine              |
| Океан Ельзи                     | Стріляй Архивная копия от 12 августа 2016 на Wayback Machine                              | Майк Брюс                                                             | Сальвадор Ллео Де Ла Фе Архивная копия от 1 октября 2015 на Wayback Machine |
| Океан Ельзи                     | Rendez-Vouz Архивная копия от 20 октября 2015 на Wayback Machine                          | Майк Брюс                                                             | Сальвадор Ллео Де Ла Фе                                                     |
| Океан Ельзи                     | Життя Починається Знов Архивная копия от 4 октября 2015 на Wayback Machine                | Владимир Шкляревский                                                  | Владимир Шкляревский                                                        |
| Океан Ельзи                     | Не йди Архивная копия от 2 июня 2016 на Wayback Machine                                   | Игорь Стеколенко                                                      | Владимир Шкляревский                                                        |
| Оксана Хожай                    | Дождь Архивная копия от 12 июля 2014 на Wayback Machine                                   | Джу Боа Шуа (Виталий Докаленко)                                       | Андрей Слободян, Игорь Щербаков, Василий Сикачинский                        |
| Святослав Вакарчук              | Airplane Архивная копия от 28 апреля 2016 на Wayback Machine                              | Владимир Шкляревский                                                  | Владимир Шкляревский                                                        |
| Сергей Бабкин                   | Возьми Меня Архивная копия от 6 ноября 2015 на Wayback Machine                            | Виктор Придувалов                                                     | Владимир Шкляревский                                                        |
| Сергей Бабкин                   | Пробач Архивная копия от 27 ноября 2016 на Wayback Machine                                | Максим Ксёнда                                                         | Владимир Шкляревский                                                        |
| Скрябін                         | Той Прикрий Світ Архивная копия от 1 марта 2020 на Wayback Machine                        | Джу Боа Шуа (Виталий Докаленко)                                       | Василий Сикачинский                                                         |
| Табула Раса                     | Любимая Машина (1994 version)                                                             | Джу Боа Шуа (Виталий Докаленко)                                       | Игорь Щербаков                                                              |
| Табула Раса                     | Шейк «Шей Шей» Архивная копия от 26 марта 2016 на Wayback Machine                         | Джу Боа Шуа (Виталий Докаленко)                                       | Василий Сикачинский                                                         |
| Табула Раса                     | Я Сошел С Ума Архивная копия от 22 февраля 2022 на Wayback Machine                        | Семён Горов                                                           | Юрий Барсук                                                                 |
| Табула Раса                     | Любимая Машина" (1996 version) Архивная копия от 12 декабря 2019 на Wayback Machine       | Иван Кравчишин                                                        | Игорь Щербаков                                                              |
| Христина Соловій                | Тримай Архивная копия от 15 апреля 2016 на Wayback Machine                                | Максим Ксёнда                                                         | Ярослав Пилунский                                                           |
| Эликсир                         | Ніч                                                                                       | Виктор Вилкс                                                          | Павел Владимирский                                                          |
| Эликсир                         | Небесна Вода                                                                              | Виктор Вилкс                                                          | Павел Владимирский                                                          |
| Эрджаз                          | Чайная Церемония                                                                          | Виталий Климов, Наталья Долгополова                                   | Андрей Слободян                                                             |

### Игровые фильмы
В середине 1990-х Виталий Климов спродюсировал развлекательный телевизионный фильм «Сказка о мальчиках», посвящённый Международному женскому дню 8-е марта. Идея фильма принадлежала украинскому певцу и композитору Александру Егорову. Ключевыми персонажами истории были дети, выступавшие в образах популярных украинских исполнителей. В финальной части ленты в кадре появлялись сами исполнители вместе со своими маленькими «двойниками».
В 2000 году был генеральным продюсером мюзикла «С Новым Годом!» (телеканал «Интер», режиссёр Семён Горов) и мюзикла, посвящённого Международному женскому дню 8-е марта (телеканал «Интер», режиссёр Семён Горов).
В 2004 году Климов выступил в роли одного из продюсеров четырёхсерийного телевизионного фильма «Правдивая История об Алых Парусах», снятого режиссёром Александром Стеколенко по мотивам произведений Александра Грина.

## Музыкальная карьера
Виталий Климов играет на шестиструнной электрогитаре. Во время учёбы в университете и службы в армии сотрудничал с любительскими музыкальными коллективами в качестве гитариста и вокалиста, исполняя как авторские композиции, так и кавер-версии популярных в то время шлягеров.
В 1988 году присоединился к рок-группе «Банита Байда», являвшейся одним из первых украиноязычных коллективов. Именно благодаря связям Климова были найдены средства на запись профессиональных пластинок коллектива: единственного профессионального альбома «…І парочка птахів» (1990), а также EP «Озеро мар» (1991).
В составе группы Климов, по большей части, выступает в роли гитариста. Однако, на фестивале в польском городе Сопот Виталий по воле обстоятельств проявил себя в качестве солиста коллектива.

Наш бас-гитарист Дмитрий Добрий-Вечир, исполнявший один из наших самых популярных треков — песню «Різдвяна Балада», к тому времени уже ушёл из группы создавать ныне здравстующую команду «Вій». Мне пришлось исполнять одну из вокальных партий Димы, поскольку никто из других участников группы не мог её «вытянуть» — там высокие ноты. Честно говоря, еле с этим справился… Потом за сценой Тарас Чубай сказал мне: «Чувак, так ти ще співати вмієш?!» На что я ему ответил: «Не трави душу! Идём лучше бухать».— Виталий Климов
После выхода из состава «Банита Байда» в 1990 году непродолжительное время занимался сольной исполнительской карьерой. В сотрудничестве с различными музыкантами, среди которых были участники групп «Скрябін» и «Биокорд», а также гитарист и композитор Роман Суржа, записал три композиции в различной музыкальной стилистике. На одну из песен был снят концертный видеоклип.
В качестве сольного исполнителя фигурирует в телевизионном фильме «Сказка о мальчиках» наряду с другими звёздами украинской эстрады.
Участвовал в записи альбома «Казки» группы «Скрябін», придумав и исполнив гитарную партию в композиции «Я живу».

## Карьера журналиста
Виталий Климов начал подготовку к журналистской карьере ещё в юности, поступив на факультет журналистики Киевского государственного университета им. Т. Шевченко (Киевский национальный университет им. Т. Шевченко). Изначально Климов планировал быть спортивным журналистом, проходил первую студенческую практику в «Спортивной газете» (г. Киев).
Музыкальной журналистикой увлёкся после знакомства летом 1987 года в Симферополе в рамках журналистской работы с Юрием Шевчуком, Михаилом Борзыкиным, Виктором Цоем, Константином Кинчевым и Александром «Рикошетом» Аксёновым, а также — одним из руководителей Ленинградского рок-клуба Ниной Барановской.
Журналистский диплом Виталия Климова посвящён структуре телевизионного журнала (на примере программ «Взгляд» и «До и после полуночи»), в качестве приложения — эфирная программа, посвящённая теории ноосферы Вернадского, полтергейсту, неклассическим системам питания и экстрасенсорике.
Климов — единственный студент факультета журналистики Киевского государственного университета, проходивший практику в Ленинграде (лето 1989 года, времена расцвета Ленинградского телевидения, программа «Открытая дверь»).
Работал редактором в Главной редакции научно-популярных программ Украинского телевидения (УТ-1), потом — ведущим телевизионной музыкальной программы «Фантон» (совместное производство Главной редакции научно-популярных программ УТ-1 и компании «Master Video»), ведущим одной из рубрик телепередачи «Від перехрестя до успіху» на канале ICTV, продюсером музыкальных программ первого киевского кабельного независимого телеканала «Мегапол», редактором музыкального раздела киевского выпуска газеты «Теленеделя», ведущим рубрики «Музыкальные новости» совместной утренней программы телеканалов «ТЕТ» и «ТВ Табачук».
В 2001—2002 гг. был генеральным продюсером спутникового телеканала «Enter».

## Семья
Разведён. От брака есть сын Марьян (1989 г.р.) — программист.